# Gli uccelli del Cielo

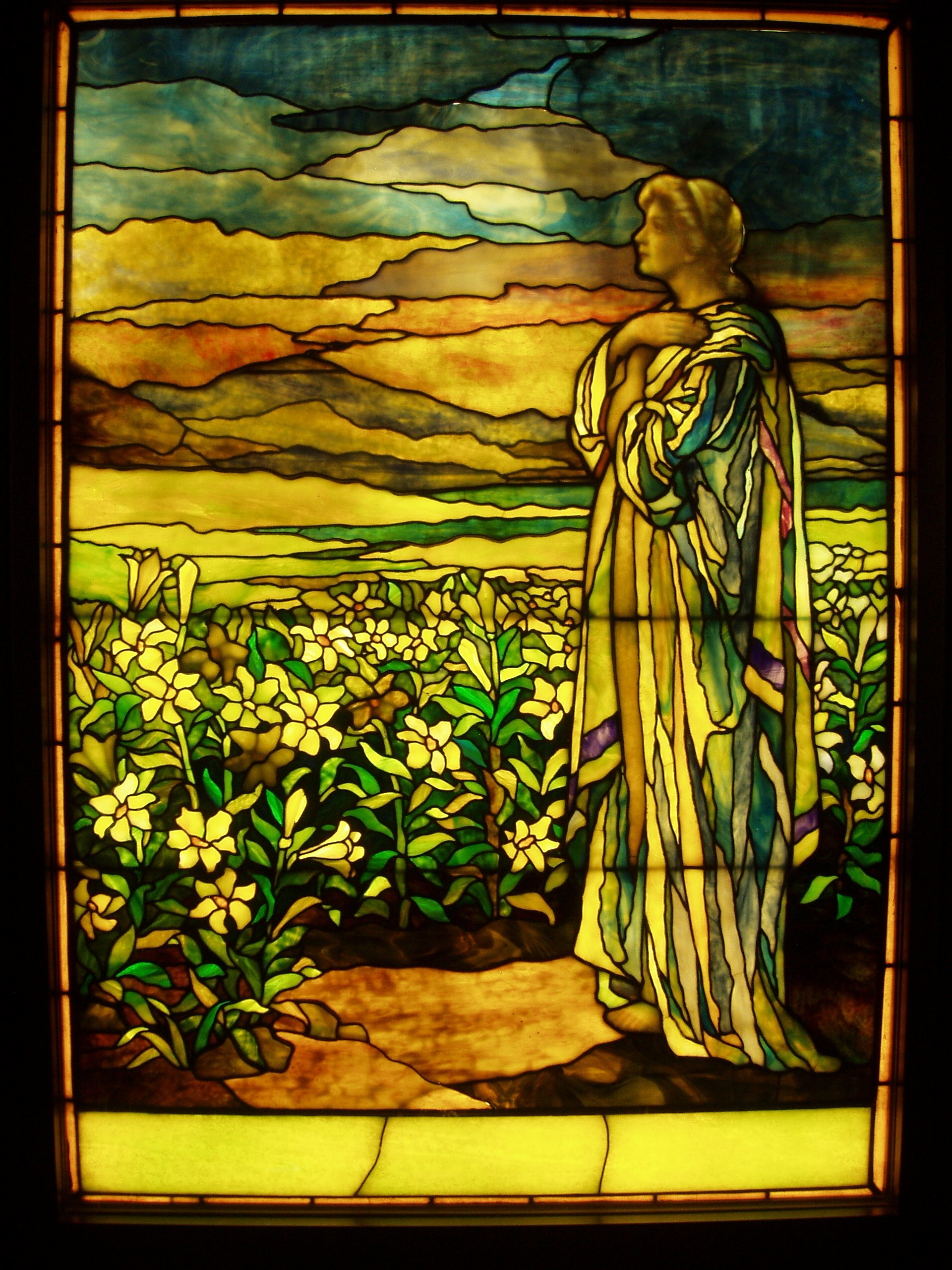
Campo di gigli - studio Tiffany, c. 1910

Gli uccelli del Cielo (detto anche I fiori nel campo, I gigli nel campo o Le preoccupazioni) è un discorso tenuto da Gesù e riportato nel vangelo di Matteo e nel vangelo di Luca. Il discorso riporta diversi riferimenti al mondo naturale: sono menzionati il corvo (in Luca), i gigli e le falene.

## Il discorso

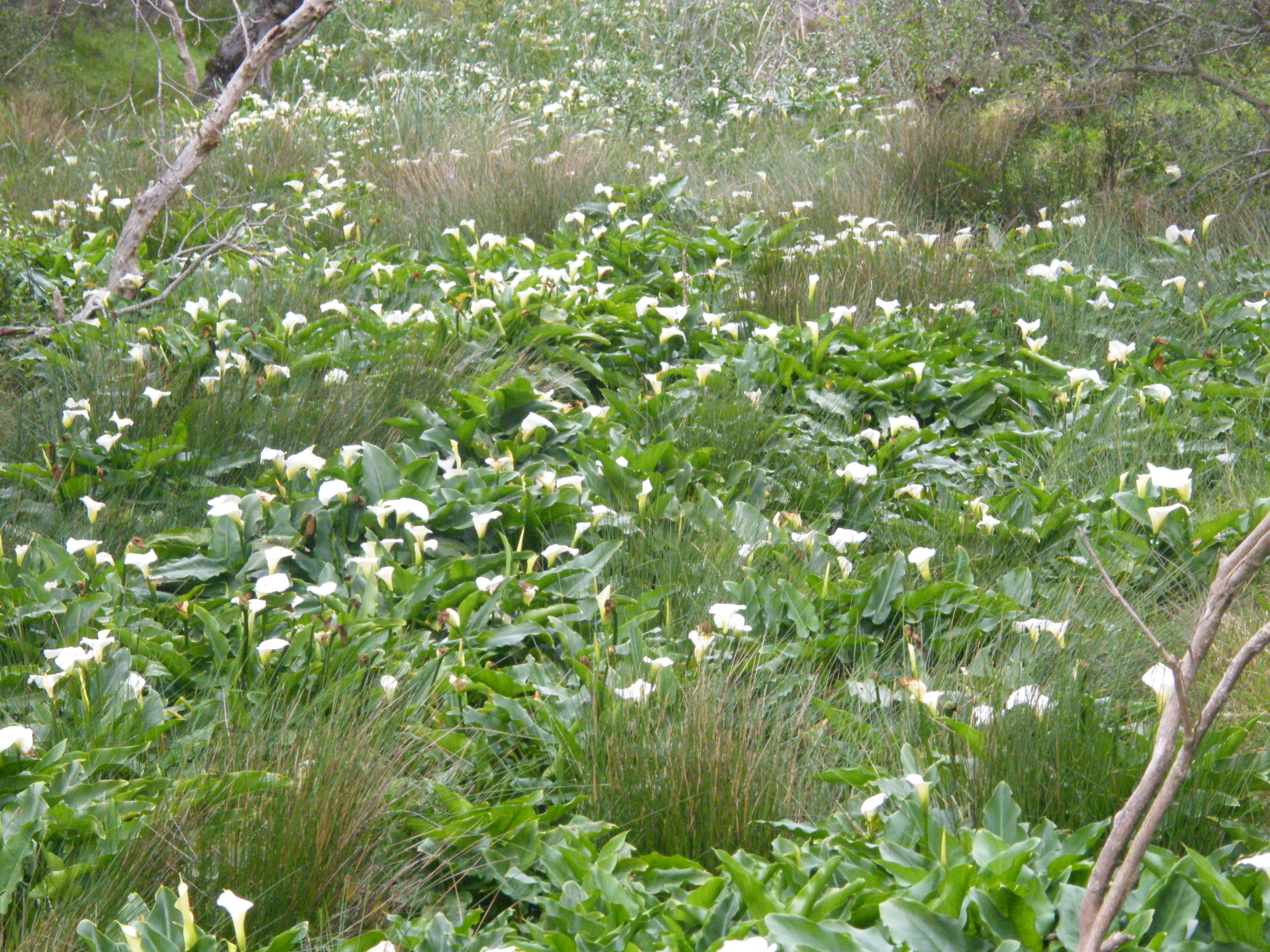
"...Osservate come crescono i gigli del campo: non lavorano e non filano..."

Da Mt 6,25–33 (CEI):
Da Lc 12,22–34 (CEI):

## Commento
Sant'Agostino dice che questo discorso deve essere preso non come allegoria ma come vero valore. Il suo significato è chiaro:
...cercate quindi [prima] il regno di Dio, e la sua giustizia; e tutto il resto vi sarà dato poi.
Il filosofo danese Søren Kierkegaard (1813-1855) spesso si riferisce a Mt 6,26 nella sua opera. Per lui gli uccelli dell'aria e i gigli nel campo rappresentano degli elementi di "gioia religiosa", l'apprezzamento che "vi è un oggi". Per lui comprendere la gioia è un modo per capire il domani, non nel senso del non riuscire a provvedere, ma nel prestare attenzione all'oggi sapendo di avere un domani.
Chi è occupato dalle preoccupazioni del mondo sempre cerca di portare l'umanità ad essere di mentalità ristretta, lontana dalla calma dei pensieri semplici. ... L'invito dei gigli non sia benvenuto ai più... Come l'ingenuità e l'apprensione aumentano, sempre di più in ogni generazione che si rende schiava del lavoro per l'intera sua vita. Al contrario, come un minatore che non vede mai la luce del giorno, questo popolo infelice non vedrà mai la luce: questi solleciti, questi semplici pensieri, questi primi pensieri su quanto glorioso sia il genere umano.
M. Conrad Myers vede un riferimento a Salomone "e a tutta la sua gloria" e un'eco sottintesa a Ecclesiaste 2,11 "Poi considerai tutte le opere che le mie mani avevano fatte, e la fatica che avevo durata a farle, ed ecco che tutto era vanità e un correr dietro al vento, e che non se ne trae alcun profitto sotto il sole."
Mentre sono stati fatti vari tentativi per identificare lo specifico tipo di fiori indicati nel passo evangelico, G.E. Post ha suggerito che la parola "gigli" in realtà includa un vasto assortimento di fiori spontanei.